# Парфиненко Анатолій Захарович
Анато́лій Заха́рович Парфине́нко (6 лютого 1918, село Покровське, тепер Дніпропетровської області — † 5 травня 1992, Харків) — сліпий бандурист.
У дитинстві втратив зір.
Вчився у кобзарів Федора Кушнерика, Єгора Мовчана, Євгена Адамцевича, Сергія Баштана, Володимира Перепелюка. Під час Другої світової війни виступав з антифашистським репертуаром в окупованих селах Полтавщини.
Після війни організував народну капелу в Миргороді.
З 1957 року жив у Харкові.